# 软件设计师

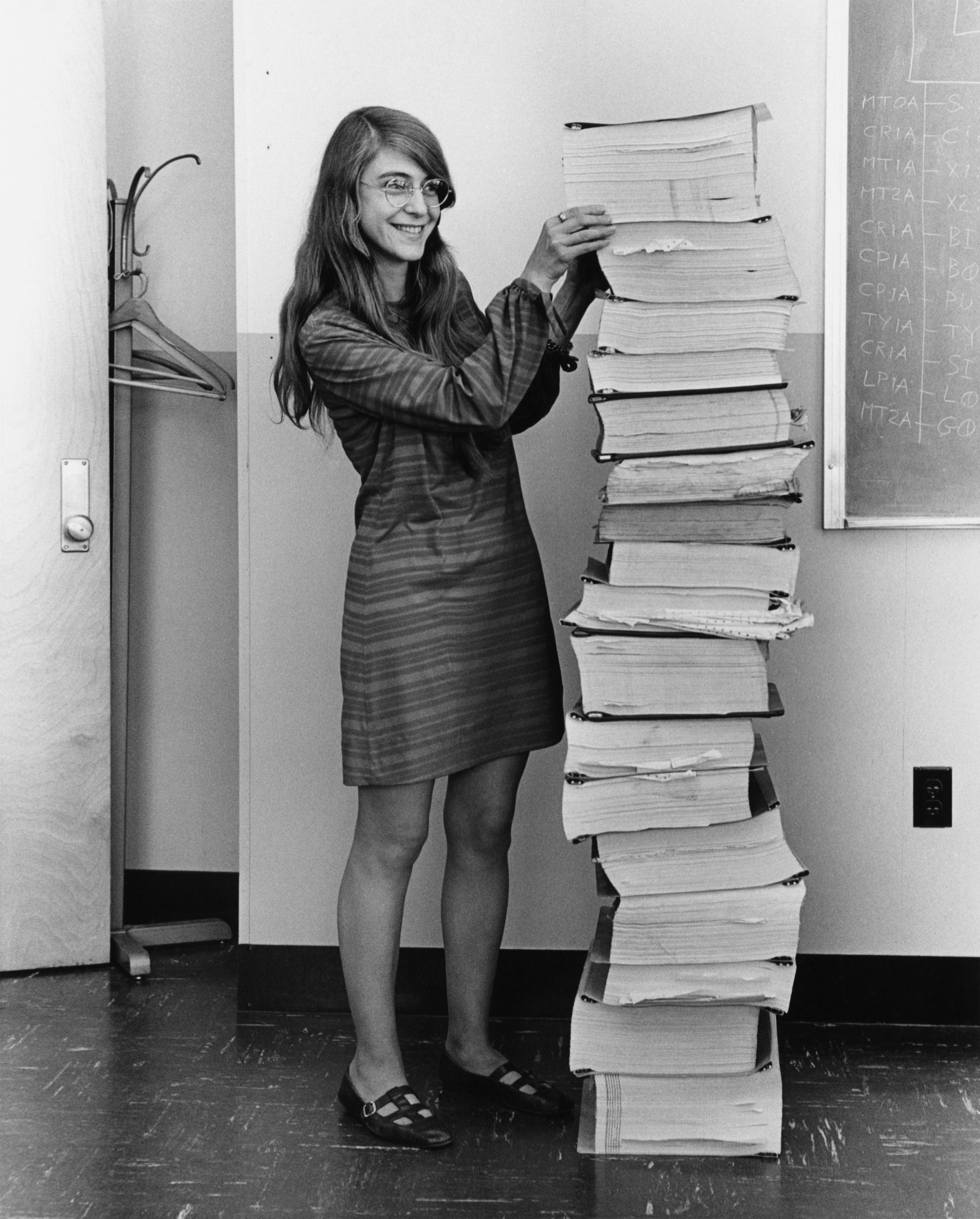
软件设计师

軟體設計師的工作，受到系統架構師的影響。當系統架構師決定了整個系統架構後，軟體設計師會試著實作一個系統原型。
系統原型的目的，在驗證系統架構師提出的架構。當架構過於複雜，或開發成本過高時，軟體設計師必须要求系統架構師，修改提出的架構，因為在實務上，因為成本、技術等關係，是無法在經濟的狀況下達成。
軟體設計師，必须對軟體技術十分專長，也必须對客戶的需求有一定程度的了解。在系統原型中，軟體設計師會實作多個程式範型（Program Pattern），每個程式範型，對應到一種客戶需求的程式類型。
系統原型開發成功後，後續的團隊，就可以使用完成的程式範型，快速地將客戶的需求，轉化為系統程式。